# Неразделки
Неразделките (Agapornis), (от гръцки: αγάπη, agape, любов; όρνις, ornis, птица) са род птици, включващи девет вида. Те са социализирани малки папагали. Осем от видовете са от африканския континент, а сивата неразделка е от Мадагаскар.
Името Неразделки идва заради тяхната силна моногамна връзка, както и от факта, че прекарват огромна част от живота си сгушени един в друг. Това е рефлектирало върху името им на различните езици – на немски – „die Unzertrennlichen“, на френски – „les inséparables“. Всички означават „неразделими“.
Неразделките живеят на малки ята, основната им храна са плодове, зеленчуци, някои треви и семена. Планинската неразделка освен това яде и насекоми, както и смокини. Кафявоглавата неразделка има вродена потребност да консумира някои диви видове смокиня, което ги прави изключително трудни за отглеждане в плен.
Някои от видовете неразделки са най-популярните домашни любимци, а някои от мутациите са развъждат селективно в птицевъдството. Средната продължителност на живота им е 10 – 15 години.

## Описание
Неразделките варират по дължина от 13 до 17 cm и по тегло от 40 до 60 грама. Те са едно от най-малките папагали в света, характеризират се с набито тяло, къса тъпа опашка и сравнително голям клюн за големината си. Дивите неразделки са оцветени в повечето случаи в зелено и различни цветове в горната част на тялото си в зависимост от вида, към който спадат. Фишеровите неразделки, кафявоглавите, масковите имат бял пръстен около очите си. Има полов диморфизъм при планинската неразделка, мадагаскарската и розовогушата. Съществуват много мутации, които са познати в птицевъдството.
Освен другите си странности, неразделките имат и още една. През размножителния период фините разклонения на ветрилата на перата им се разрошват допълнително и птиците използват това за да вмъкнат сред перата по опашката или в основата на крилата си някоя подходяща сламчица. Така вместо с човката си, те я пренасят до гнездото с перата си. Някои учени дори наричат подобно оперение „транспортно“ 

## Класификация
Родът на неразделката се състои от девет вида, от които четири имат подвидове, а другите пет нямат. Осем от тях са с произход от континентална Африка, а Мадагаскарската неразделка е родом от Мадагаскар. В дивата природа различните видове са отделени географски.
Видове и подвидове:
- Розовобуза неразделка, Agapornis roseicollis, (Vieillot, 1818) – още Розовогуша неразделка
  - Agapornis roseicollis catumbella, B.P. Hall, 1952
  - Agapornis roseicollis roseicollis, (Vieillot 1818)
- Маскова неразделка, Agapornis personatus, Reichenow, 1887 – още Саждоглава
- Фишарова неразделка, Agapornis fischeri, Reichenow, 1887
- Розовоглава наразделка, Agapornis lilianae, Shelley, 1894
- Кафявоглава неразделка, Agapornis nigrigenis, W. L. Sclater, 1906
- Сива неразделка, Agapornis canus, (Gmelin, 1788) – още Мадагаскарска неразделка
  - Agapornis canus ablectaneus, Bangs, 1918
  - Agapornis canus canus, (Gmelin, 1788)
- Планинска неразделка, Agapornis taranta, (Stanley, 1814) – още Етиопска неразделка
- Оранжевоглава неразделка, Agapornis pullarius, (Linnaeus, 1758)
  - Agapornis pullarius pullarius, (Linnaeus, 1758)
  - Agapornis pullarius ugandae, Neumann, 1908
- Зеленоглава неразделка, Agapornis swindernianus, (Kuhl, 1820)
  - Agapornis swindernianus emini, Neumann, 1908
  - Agapornis swindernianus swindernianus, (Kuhl, 1820)
  - Agapornis swindernianus zenkeri, Reichenow, 1895

| Видове (в диво състояние)                                      | Видове (в диво състояние) | Видове (в диво състояние) | Видове (в диво състояние)                                       |
| Имена                                                          | Снимка                    | Описание | Разпространение                                                 |
| -------------------------------------------------------------- | ------------------------- | --- | --------------------------------------------------------------- |
| Маскова неразделка още Саждоглава (Agapornis personata)        |                           | 14 см дълги. Преобладаващо зелени, черна глава, жълта горна част на гърдите, жълт гердан, червен клюн, бял кръг около очите                                                                     | Югоизточна Танзания; има представители в Бурунди и Кения        |
| Фишерова неразделка (Agapornis fischeri)                       |                           | 14 см дълги. Преобладаващо зелени, оранжева горна част и глава, синя долна част на гърба и трътката, червена човка, бял кръг около очите                                                        | Южна и Югоизточната част на езерото Виктория и Северна Танзания |
| Розовоглава неразделка Agapornis lilianae)                     |                           | 13 см дълги. Преобладаващо зелени, зелен гръб и трътка, оранжева глава, червен клюн, бял кръг около очите                                                                                       | Малави                                                          |
| Кафявоглава неразделка (Agapornis nigrigenis)                  |                           | 14 см дълги. Преобладаващо зелени, кафяви бузи и гърло, червенокафяво чело и коронка, оранева горна част на гърдите, червен клюн, бял кръг около очите                                          | Замбия                                                          |
| Розовобуза неразделка още розовогуша (Agapornis roseicollis)   |                           | 15 см дълги. Преобладаващо зелени, оранжево лице, син завършек на гърба и синя трътка, рогоцветен клюн                                                                                          | Намибия, ЮАР, Ангола                                            |
| Планинска неразделка етиопска неразделка (Agapornis taranta)   |                           | 16.5 см дълги. Преобладаващо зелени, червен клюн, има няколко черни пера на крилата. Полов диморфизъм: Само мъжкият има червено на челото и короната, перушината на женските е изцяло зелена    | Южна Еритрея до Югозападна Етиопия                              |
| Оранжевоглава неразделка (Agapornis pullarius)                 |                           | 15 см дълги. Преобладаващо зелени, има червена горна част на врата и лицето. Полов диморфизъм: мъжкият има по-интезивно и по-тъмно червено оцветяване по лицето и главата и по-тъмночервен клюн | В по-голямата част на централна Африка                          |
| Сива неразделка още Мадагаскарска неразделка (Agapornis canus) |                           | 13 см дълги. Преобладаващо зелени, тъмно зелени отзад, бледо сив клюн. Полов диморфизъм: Мъжкият има сива горна част на тялото, врата и главата.                                                | Мадагаскар                                                      |
| Зеленоглава неразделка (Agapornis swindernianus)               |                           | 13.5 см дълги. Преобладаващо зелени, кафяв гердан, който потъмнява до черно зад врата, тъмно сив/черен клюн                                                                                     | Екваториална Африка                                             |

## Диви популации в градовете
Диви популации от Фишерови и маскови неразделки живеят в градовете на Източна Африка. Днес може да наблюдаваме хибриди на двата вида. Хибридите имат червено-кафяво по главата и оранжево на горната част на гърдите, всичко останало наподобява чертите на маскова неразделка.

## Поведение
Освен заради миловидната си външност, неразделките са любими кафезни птици и заради забавното си дружелюбно поведение между мъжките и женските. Възрастните птици в гнездовия период пренасят гнездостроителни материали (сламки, листа и др.), които закрепват поперата на гърба си.

## Развъждане
Неразделките имат потенциала да станат чудесни домашни любимци, за тези, които има търпението, мястото и времето за тях. Това се отнася за всички видове папагали. Могат да формират дългосрочни отношения с хората, заради склонността си да се обвързват.
Ако им се осигури адекватно пространство, стимулираща среда, подходящо хранене, неразделките могат лесно да станат чудесна компания за вас. Обичат да се гушват в любимите си хора и да ги чистят с клюн.
Както при всички домашни любимци е добре да се уверите когато купувате папагал, че е от развъдник, а не хванат в дивата природа. Освен от етична гледна точка, папагали хванати диви има голям шанс да се разболеят и умрат в плен. Ръчно хранените неразделки стават отлични домашни любимци. Могат да се привържат много към хората, дори могат да кацнат на пръста или рамото ви, ако са предразположени. Неразделките рядко говорят, но могат да се научат да издават човешки звуци, когато са учени от малки. Неразделките издават понякога наистина високи звуци.

### Подслон
Неразделките се нуждаят от подходяща по размер клетка или волиера. Препоръчителното пространство за една птица е 1 м×1 м×1 м. Имат нужда от много играчки като върбови клонки, люлки, тунели, кубчета и други неща за дъвчене и игра. Липсата на играчки и социална стимулация може да доведе до скука, стрес, физиологични и поведенчески проблеми (нервност, агресия, депресия, самота). Неразделките са изключително социални птици и биха се насладили на няколко часа на ден с вас. Без това взаимодействие, ежедневни упражнения, голяма клетка/волиера и много играчки, може да доведе до оскубване на перата, което трудно се лекува, както и поведенчески проблеми. Те са интелигентни и имат нужда, човекът, който ги отглежда да им обръща много внимание. Обичат да се къпят ежедневно.

### Храна
- Зърнени култури: амарант, ечемик, лен, овес, див ориз.

- Зеленина и/или плевели:
  -  главно; броколи и / или лист от карфиол, листа от зеле, листа от глухарче, листа от горчица.
  -  рядко; листа от амарант, листа от цвекло, магданоз, спанак и листа от ряпа. Всички тези разстения имат високо съдържание на оксалова киселина, която индуцира производството на калциев оксалат (кристали / камъни), чрез свързване на калций и други минерали в храни, които поемат. Това води до калциеви недостатъци и / или Хипокалцемия в по-леки случаи. В по-тежки случаи засяга черния дроб и / или други вътрешни органи.

- Плодове (без авокадо, което е отровно): всички видове ябълка, банан, всички ягодови сортове, всички цитрусови, грозде, киви, манго, пъпеши, нектаринови, папая, праскова, всички видове сливи. Както и банани, боровинки, нарове, малини, ягоди, домати.

- Зеленчуци (без неготвени картофи, неготвен лук както и без всички гъби): цвекло, броколи, карфиол, моркови, краставици, всички сортове зеле, свежи марули, домати, ряпа, тиквички.

- Гранули специална формула за неразделки и / или средни папагали.

Ако искате неразделката да се развива добре, трябва да и осигурите разнообразна храна като плодове (сладка царевица, ябълка, нар, ягоди, и др.), зеленчуци (броколи, моркови и др.) и семена (микс от 14 различни семена е препоръчителен). Като храна за всеки ден се препоръчва микса от семена, който се продава по магазините за домашни любимци, стига да не съдържат много мазнини. На малките папагали трябва да се предлага голямо разнообразие от храна. В домашни условия може да им се дава варен ориз в малки количества. За разлика от много птици, не е добре да се дава пясък на неразделките. Пясъкът е за птици. които не си белят семената, когато ги ядат.

### Потенциални проблеми
Неразделките са много гласовити птици, които издават високи проницателни звуци. Някои вдигат шум през целия ден, особено в сутрешните часове.
Много са активни и обичат да дъвчат всякакви неща. Когато летят в домашна среда е добре да ги наблюдавате да не дъвчат мебели, цветя, кабели или други опасни за тях предмети. Опитайте се да поставите пресни клончете върба или дъб на любимо място (примерно върху слънчевото петно в клетката), за да задоволите този техен природен инстинкт.
Неразделки от различни видове могат да бъдат двойка, но имат стерилно хибридно поколение. Малките показват навиците и на двамата родители. Препоръчително е на едно място да се държат представители на само един и същ вид.
Доминирането е заложено в природата на неразделките, затова те трябва да се наблюдават при взаимодействието им с други видове животни (котка, куче, малки бозайници или други видове птици). Неразделките могат да са агресивни към други видове птици, без да вземат предвид тяхната големина. Ръчно хранените неразделки обикновено не са страхливи и могат да бъдат по-враждебни от другите. Неразделките при взаимодействие си с други папагали (врабчови, вълнисти папагали, дори по-умните Корели) нахапват пръстите на краката им. Не бива да се отглеждат заедно с други птици.

### Опасности и отрови
- синьозелени водорасли
- авокадо
- политетрафлуоретилен/тефлон
- шоколад
- алкохол
- кучешка или котешка слюнка
- препарати за чистене и детергенти
- парфюмиращи свещи[8]
- летливи органични съставки